# Polyamia gangamon
Polyamia gangamon är en insektsart som beskrevs av Kramer 1963. Polyamia gangamon ingår i släktet Polyamia och familjen dvärgstritar. Inga underarter finns listade i Catalogue of Life.